# Eris (Rakete)
Die Eris ist die erste in Australien entwickelte und gebaute Trägerrakete. Sie wird von dem Start-up-Unternehmen Gilmour Space in Gold Coast hergestellt und betrieben. Die Rakete startet vom unternehmenseigenen Weltraumbahnhof Bowen Orbital Spaceport an der Nordostküste Australiens. Ihr erster Flug fand am 29. Juli 2025 statt und endete nach etwa 15 Sekunden mit einem Absturz.

## Aufbau und technische Daten
Die Eris ist 25 Meter hoch und besteht aus drei Stufen, von denen die ersten beiden einen Hybridantrieb verwenden, das heißt Triebwerke mit festem Treibstoff und flüssigem Oxidator. Sie ist die weltweit erste Orbitalrakete mit Hybridantrieb. Diese Triebwerke wurden von Gilmour Space selbst entwickelt. Als Oxidator wird Wasserstoffperoxid verwendet, während die Art des Festtreibstoffs als Geschäftsgeheimnis behandelt wird. In der dritten Stufe kommt ein konventionelles Triebwerk zum Einsatz, das Raketenkerosin mit Flüssigsauerstoff verbrennt.
In ihrer ersten Version, genannt „Block 1“, soll die Eris bis zu 305 kg schwere Nutzlasten in 500 km hohe Umlaufbahnen bringen können.

## Starts
| Lfd. Nr. | Datum (UTC)    | Startplatz | Nutzlast          | Anmerkungen                                                                                   |
| -------- | -------------- | ---------- | ----------------- | --------------------------------------------------------------------------------------------- |
| 10       | 29. Juli 2025  | Bowen      | ein Glas Vegemite | Testflug, Fehlschlag. Die Rakete fiel etwa 15 Sekunden nach dem Abheben neben den Startplatz. |
| 20       | 2026 (geplant) | Bowen      |                   | Testflug                                                                                      |